# Paca Digestora Silva

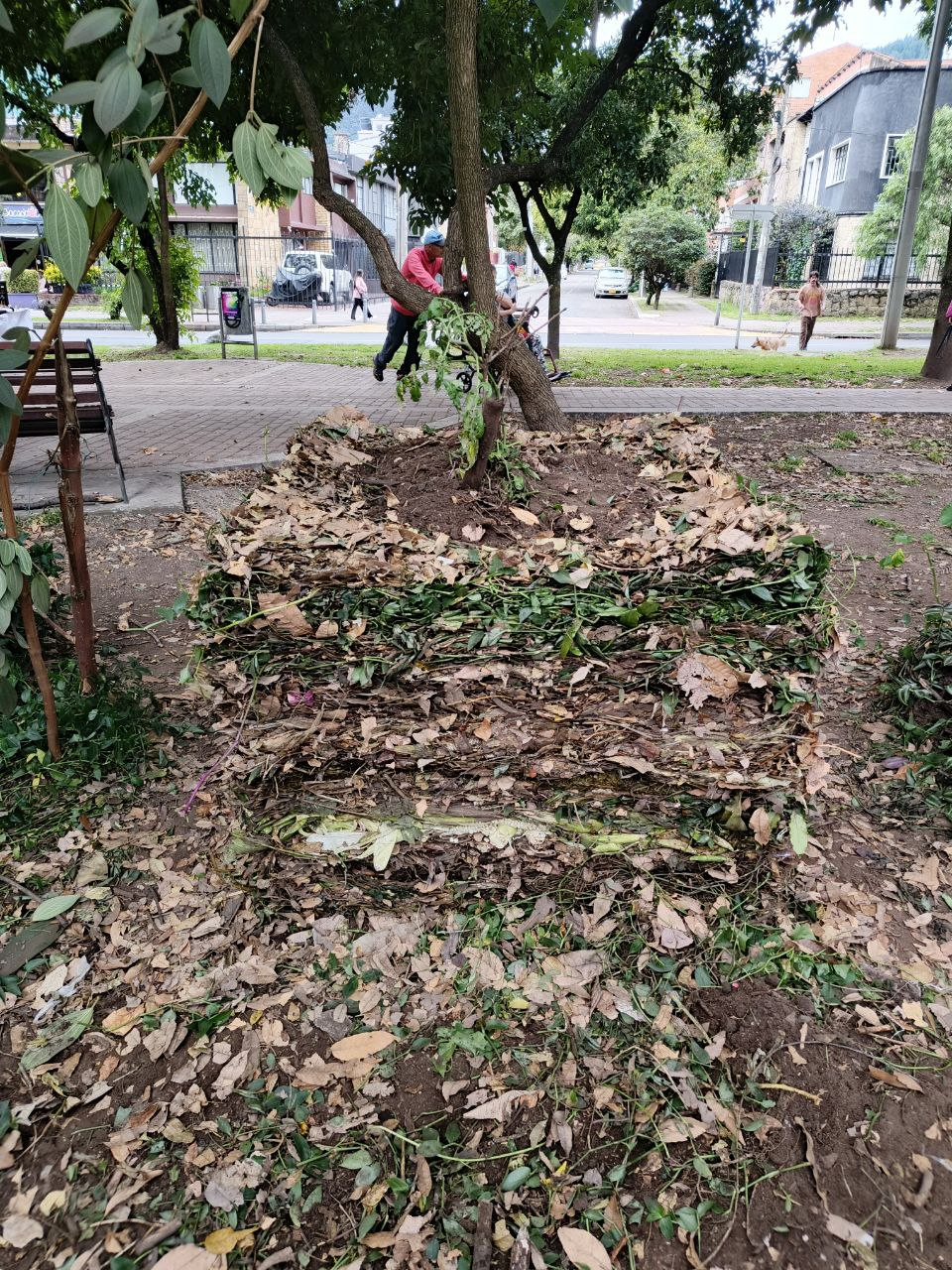
Paca Digestora Silva, vista frontal.

La Paca Digestora Silva es una práctica de compostaje anaeróbico que fermenta la materia orgánica a través del prensado manual de los residuos. Se considera una práctica tecnológica y ecológica caracterizada por ser versátil, económica y de alto nivel de eficiencia. Esta descompone diferentes clases de residuos biodegradables, como los de cocina, jardín y estiércoles, mediante procesos de fermentación. El mecanismo consiste en aglomerar dentro de un molde cuadrado los residuos orgánicos, los cuales son combinados con restos de material vegetal verde y hojarasca formando capas en una relación aproximada de 50%-50%. Estos restos de material verde y seco vegetal protegen a los residuos orgánicos aislándolos del medio ambiente exterior para favorecer la fermentación en vez de la putrefacción. La compactación es la principal diferencia de esta técnica en comparación con las pilas de compostaje que requieren de atención y mantenimiento periódico por la necesidad de tener una oxigenación constante.

## Proceso
La paca digestora es una tecnología bacteriana limpia, comparable a las maneras de descomposición de alimentos como el pan y el queso, al eliminar el aire se permite el crecimiento de bacterias fermentadoras. Investigaciones resaltan la dimensión  socioecológica, particularmente porque sucede una suerte de simbiosis, pues en el proceso de la paca los humanos dependen de artrópodos y microorganismos para que transformen residuos en tierra, la cual alimentará a las plantas que a su vez los humanos aprovecharán. Esto aumenta las interacciones ecosistémicas en el suelo, la polinización, la alimentación y otros factores a nivel social. Se han reportado pacas que usan como materia prima una amplia gama de material orgánico: residuos forestales o vegetales (césped, hojas, tallos, chamizas, entre otros), residuos de alimentos (legumbres, frutas, cascaras, borra de café, entre otros), residuos de animales (estiércol o heces de establo) y hasta lodos provenientes de plantas de tratamiento de agua residual
El nombre del proceso de digestión se refiere a la degradación de la materia orgánica con apoyo de microorganismos, temperatura y sustancias químicas. La biodigestión resalta la actividad de los seres vivos en donde la materia orgánica es transformada, Se pueden encontar artrópodos como escarabajos y colémbolos, además lombrices, milpiés, ciempiés, cochinillas y moscas. La paca prensada bloquea el aire y opera por fermentación alcohólica sólida esta se da por la poca presencia de oxígeno que genera productos no putrefactos mediante procesos fermentativos, a la vez que genera subproductos desinfectantes como vinagre y alcohol.
El ensamblado de la paca requiere de una distribución especial y una compactación de los materiales incorporados para extraer la mayor cantidad de oxígeno presente, sin provocar condiciones anaeróbicas estrictas, ya que el proceso de descomposición se lleva a cabo a la intemperie lo que posibilita el intercambio de materia y energía con el entorno. Su funcionamiento es comparable con un reactor biológico como es el caso de un barril de vino Así, la estructura externa de la paca funciona como una especie de filtro biológico protector, ya que al estar conformada por hojas que son poco putrescibles protege los residuos más putrescibles (restos de comida, estiércoles, alimentos en descomposición, etc). Con esta configuración se crea un ecosistema similar al de un bosque dentro de un espacio urbano  Evaluaciones de parámetros fisicoquímicos, microbiológicos y fitotóxicos, reportan que la temperatura y el pH permanecen relativamente estables a lo largo del tiempo, favoreciendo la reproducción microbiana y promoviendo la ausencia de nematodos, protozoos, enterobacterias y Salmonella, donde predominando la presencia de insectos depredadores y descomponedores.

## Beneficios[2]

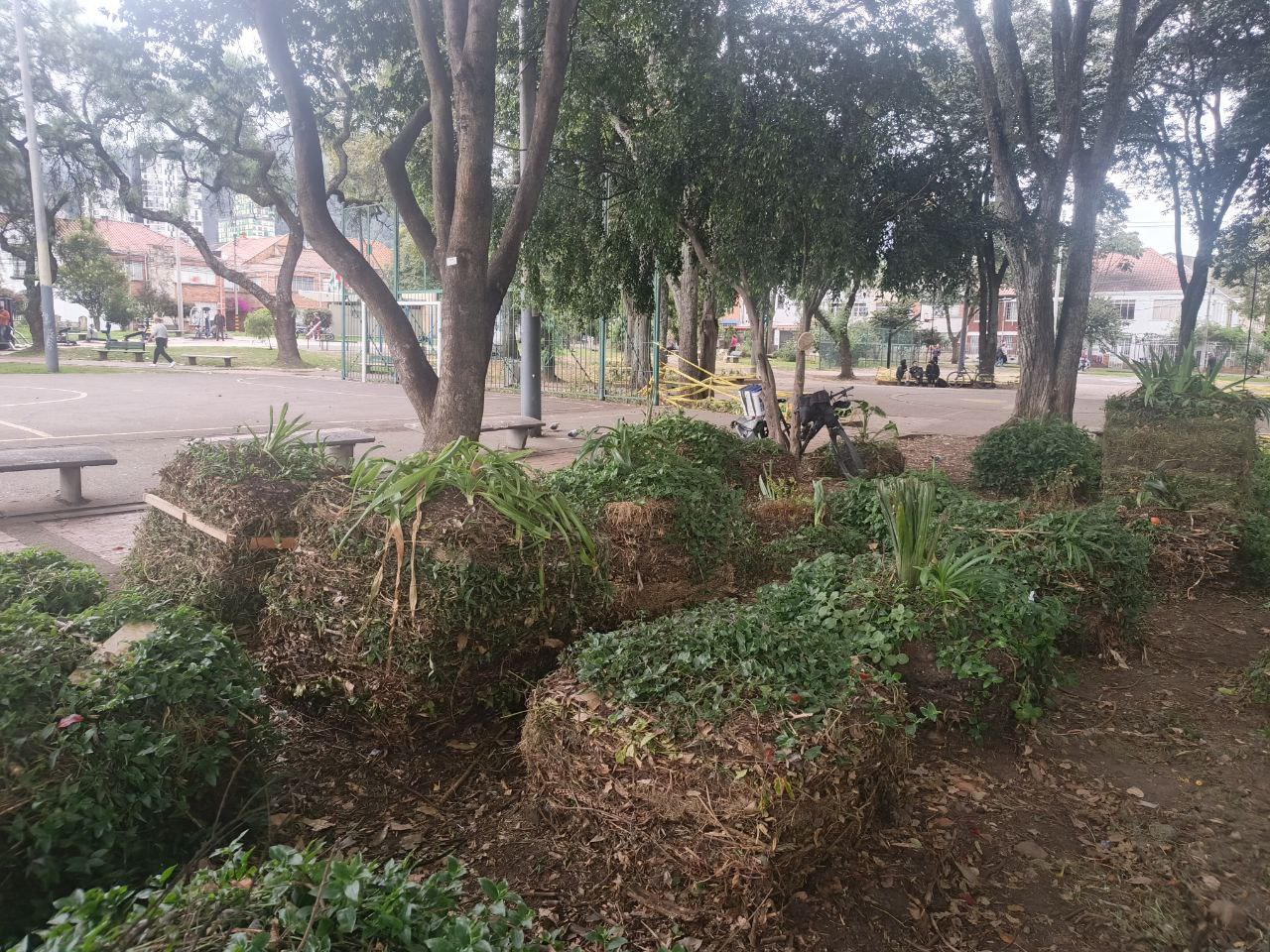
Conjunto de Pacas Digestoras Silva.

Existen una serie de beneficios señalados por paqueros (nombre como se autodenominan los ejecutores de la paca) e investigadores:

#### Ambientales
- Elimina contaminación por excedentes de residuos orgánicos. Permite gestionar  una cantidad importante de residuos orgánicos ocupando tan solo un metro cuadrado de suelo.[14] [10]

- Evita el transporte de residuos orgánicos por largas distancias hacia rellenos sanitarios, ahorrando energía, evitando la contaminación por combustibles fósiles y descongestionando el tránsito.

- Opera a la intemperie lo que permite regenerar el suelo.

- Es una infraestructura temporal, a los 6 u 8 meses, dependiendo de la condiciones ambientales, puede desarmarse y aprovechar el compostaje generado.Esto es conocido como cosecha.

- Crea un ecosistema reciclador biodiverso y sano, que atrae artrópodos, arañas y otros predadores.

- No génera lixiviados y ni atrae vectores.

- No requiere mantenimiento permanente en su proceso de descomposición a diferencia de otras técnicas de compostaje.

- Elimina la contaminación por la generación de gases tóxicos como ácido sulfhídrico, amoníaco y metano, junto con el mal olor que estos traen.

#### Económicos
- Reduce gastos en transporte de residuos hacia rellenos sanitarios.

- Requiere de 1 día de trabajo por tonelada procesada.

- Ocupa menos espacio que una pila de reciclaje orgánico.

- Ahorra trabajo y energía en relación a otras técnicas de compostaje.[11]

- Genera suelo fértil y rico en nutrientes, aproximadamente 300 kg por cada tonelada de materia procesada.

- Elimina sobrecostos por actividades de control de vectores en relación a otras técnicas de compostaje.

#### Sociales
- Promueve la salud pública y el bienestar de la comunidad al evitar su afectación por un mal manejo de los residuos.

- Promueve la cooperación y el trabajo en comunidad.

- Genera oportunidades de educación ambiental participativa e integración de la comunidad.

- Su práctica va en línea de la creación de una ética ecológica en sus participantes y además permite crear una relación diferente con los residuos, pasando de concebirlos como un problema a verlos como un recurso.[11]

- Se puede convertir en una aula viva, pues con la participación de escuelas y colegios permite vincular conocimiento científico.

## Historia
Esta técnica fue desarrollada e impulsada por el tecnólogo forestal Guillermo Silva Pérez, egresado de la Universidad Nacional de Colombia.  Silva ha socializado y comprendido de manera empírica este proceso permitiendo darle a la sociedad una alternativa para responsabilizarse de los residuos orgánicos, generando a la par la construcción de ambientes saludables y sostenibles Su búsqueda inicio en el año 1977, cuando trabajaba en un vivero de árboles y vio como la manipulación de una pila de residuos orgánicos levantaba vapor de podredumbre y llamaba moscas, así empezó su búsqueda por dignificar la labor de los recicladores orgánicos y encontrar una alternativa limpia Además, tenía el interés de gestionar los residuos orgánicos generados a pesar de tener un espacio limitado para su disposición, para esto se inspiró en la forma de las pacas de heno Para evitar los malos oleres Silva reconoció la ecología de los suelos de bosques La primera paca fue realizada en el año 1989, y se resalta como el primer proyecto significativo la colaboración con el colegio Conquistadores, de la ciudad de Medellín, en el año 2008
Esta tecnología ha ganado popularidad y aceptación social, principalmente en Colombia donde se ha desarrollado, y ha empezado a expandirse en otros países, entre otros hay registro de pacas digestoras en México España, Argentina y Uruguay Ha tenido gran aceptación y difusión en Bogotá generando un movimiento que promueve los beneficios de su uso. Esto empezó en marzo del 2019 con la visita/taller de Silva en 4 lugares de la ciudad, que contaban con procesos comunitarios implicados en el cuidado del territorio y el manejo sano de sus residuos. Esto inspiró la movilización y expansión de esta técnica soportada por la Red de apoyo Paquerxs Bogotá creada en diciembre de 2019, cuyo propósito es custodiar y brindar acompañamiento para la implementación del sistema. A partir de este impulso inicial se reporta que en 2020 hubo aproximadamente 20 procesos activos, y 60 para marzo de 2021 Ha noviembre de 2023 se reporta que ha procesado en Bogotá cerca de 13.000 toneladas de residuos orgánicos.
Su desarrollador no busca patentar la paca digestora, por el interés de que sea una tecnología abierta y colaborativa. Esto para buscar su acpetación, difusión y reinvención continua.

## Técnica de armado
La manera de armar un paca biodigestora es por capas. A continuación se decriben los pasos de armado recomedados por algunos de los colectivos que divulgan esta práctica:

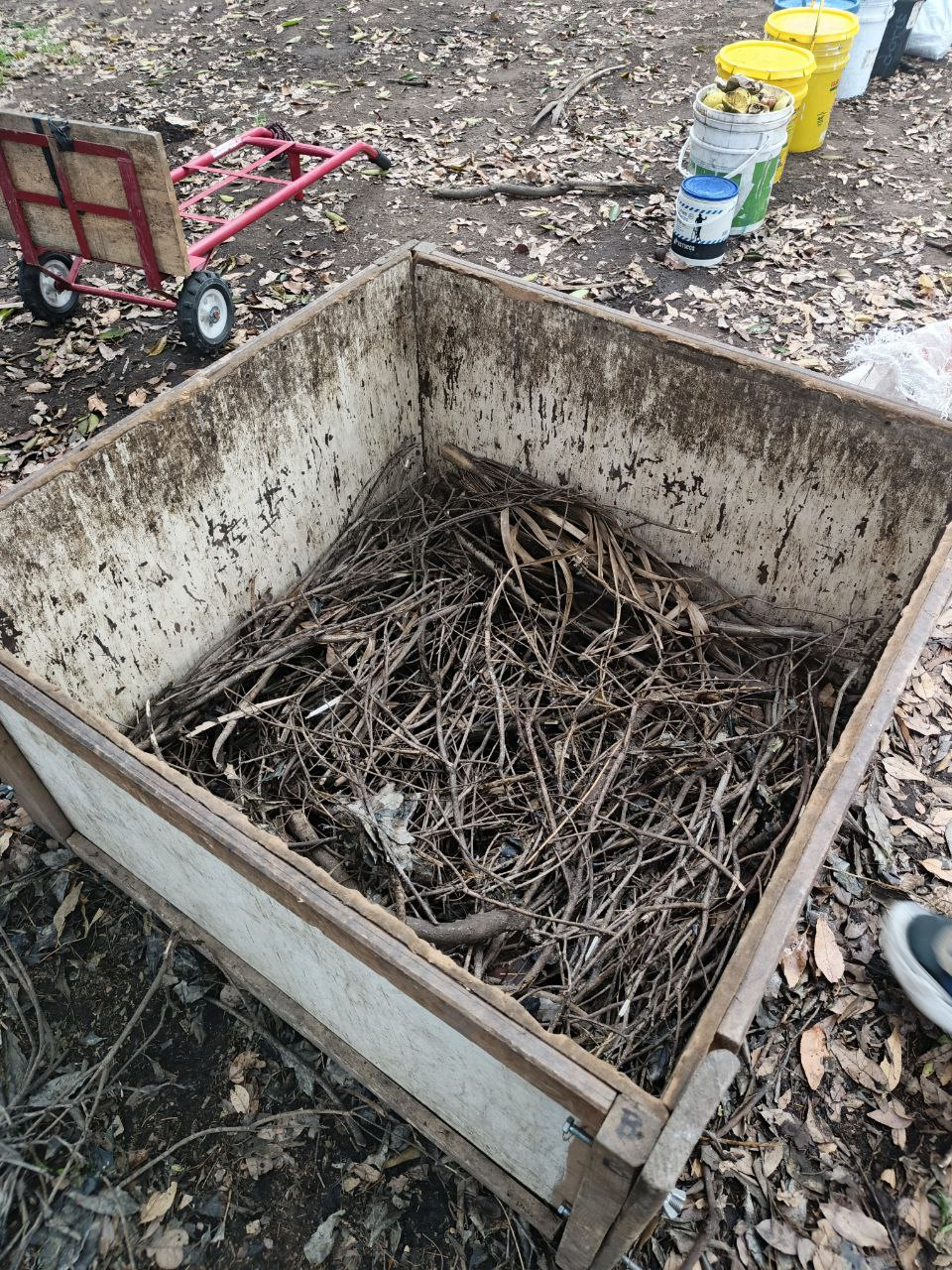
Paso 2. Armado de la base para la Paca Digestora Silva.

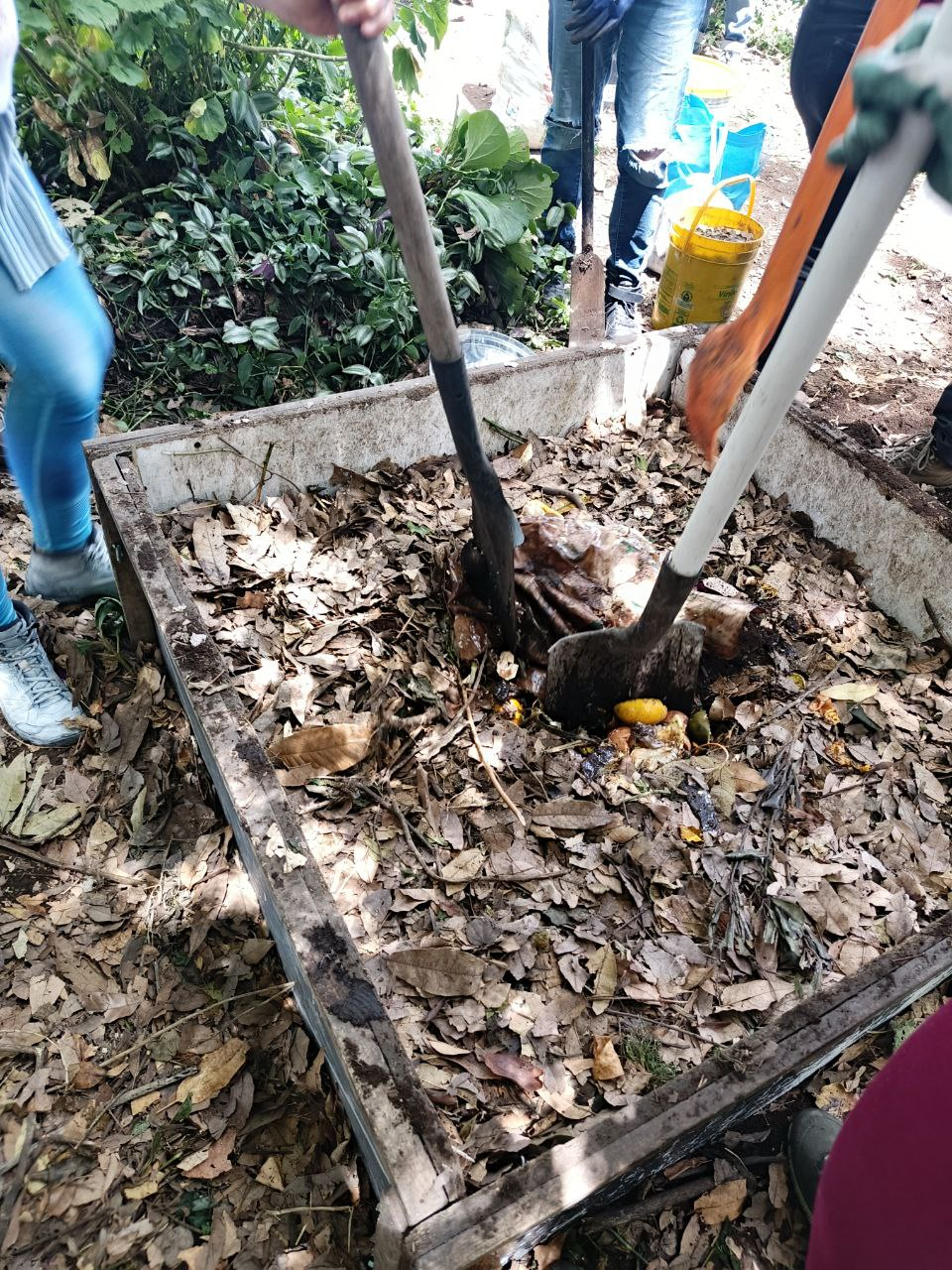
Paso 6. Proceso de picado de los residuos orgánicos de la Paca Biodigestora Silva.

### Paso a paso
1. Fabricar el molde, esta estructura consiste en cuatro láminas de madera de un metro de largo por un metro de ancho, sin tapa ni base.
2. Poner el molde en el suelo donde se va a instalar la paca, luego poner una cama de ramas para facilitar el drenaje de agua.
3. Colocar un bulto de desechos de jardín cubriendo toda la base, se compactan con los pies formando una segunda capa.
4. Colocar ramas de refuerzo en los bordes de la paca para darle estabilidad estructural.
5. Depositar otro bulto de hojarasca y hacer un hueco en la mitad para formar una especie de "nido" donde se incorporarán los restos de residuos orgánicos.
6. Depositar en el nido entre 10 y 50 kg de los desechos y picar con un palín o una pala para facilitar la eliminación de aire.
7. Cubrir con hojarasca para crear una nueva capa que debe ser prensada pisando y bailando sobre la misma.
8. Repetir los últimos 2 pasos hasta llegar a una altura máxima de 1 metro.
9. Una vez alcanzada la altura final se puede convertir la paca en una jardinera cubriéndola con una capa de tierra y sembrando sobre ella.
10. Se retira el molde de madera ya que solo es necesario para el ensamblado inicial.

La dimensión máxima recomendada es de 1m3, que aproximadamente equivale a 500 kg de mezcla entre  residuos orgánicos, hojarasca y restos de poda.